# Валенсийцы
Валенсийцы (кат. valencians) — жители Валенсийского сообщества на востоке Испании. Юридически валенсийцами называют жителей сообщества. С 2006 года валенсийцы официально признаны в Статуте автономии Валенсии как национальность «в рамках единой испанской нации». Официальными языками Валенсии являются валенсийский и испанский.

## История
В 1237 году мавританская тайфа Валенсии была захвачена в ходе реконкисты арагонским королем Хайме I Завоевателем. Население нового королевства было в основном мусульманским, поэтому корона начала кампанию по заселению земель христианами, которые прибыли из Каталонии и Арагона. Арагонское присутствие было наиболее доминирующим во внутренних частях королевства, поселенцы из восточных комарок Арагона (Матаррания, Каспе, Бахо-Синка, Литера и Рибаргорса) принесли с собой диалекты каталонского языка, тогда как остальные арагонские поселенцы принесли восточно-испанский и арагонский языки, которые смешались с испанским чурро, который в большей части внутренних районов является традиционным языком, как валенсийский на побережье, где большинство новых жителей имели каталонское или, реже, окситанское происхождение.
Комарки Вега-Баха-дель-Сегура и Виналопо были спорными землями между коронами Кастилии и Арагона со времен Реконкисты, потому что они были завоеваны Арагоном, но переданы Кастилии по договору, поэтому они были повторно заселены людьми из обеих корон в разное время, а Альто-Виналопо фактически был частью Мурсии (провинция Альбасете) до XIX века. После эпидемии чумы, а затем изгнания морисков, валенсийскоязычная комарка Баха-Сегура, как говорят, была заселена в основном выходцами из Мурсии, что в конечном итоге определило там языковую границу. Комарка Рекена, как и Альта-Виналопо, была частью Кастилии (провинция Куэнка) до середины XIX века (1851 г.).
Присутствие мавров в Королевстве Валенсия было очень высоким, составляя треть всего населения на момент изгнания (самая высокая доля во всей Испании). Сосуществование между христианами и мусульманами было в основном хорошим, несмотря на некоторые проявления религиозной нетерпимости, такие как массовое крещение мусульман во время первого восстания братств, однако валенсийские мавры никогда не переставали говорить по-арабски. Христианская валенсийская элита не одобряла планы короля Филиппа по изгнанию морисков в 1609 году, потому что внезапная нехватка традиционной рабочей силы привела бы к краху королевства.

## Каталонизм валенсийцев
Согласно Большой каталанской энциклопедии, каталонцы — это «каталаноязычное население, распространённое в каталонских землях». Это отражает направление академической и политической мысли, панкаталанизм, согласно которому валенсийцы также являются каталонцами в силу того, что они говорят на каталанском языке, и в силу исторического повторного заселения территории каталонцами.
С момента создания Королевства Валенсия примерно до 1330-х годов нет никаких свидетельств общего этнонима для жителей территории. Это подразумевало, с одной стороны, ясное осознание каталонского и арагонского происхождения среди различных феодалов, в то время как в городских центрах развивалась собственная идентичность.
Использование этнонима каталонцы применительно к валенсийцам существовало, но оно применялось за пределами страны, поскольку наименование валенсийцы было обычным среди валенсийцев. В 1325 году Рамон Мунтанер писал, что «это каталонские стихи и они говорят о прекрасном каталонском языке миру», говоря о каталаноязычных жителях комарки Уэрта-де-Мурсия. Валенсийский святой Висенте Феррер был описан советниками Барселоны в 1456 году как «наш соотечественник», также как и семью Борджиа, также родом из Валенсии, как своими итальянскими современниками, так и среди каталонцев. Поэт Аусиас Марк был определён как «валенсийский рыцарь каталонской нации». Наконец, в 1766 году епископ Барселоны Хосеп Климент-и-Авинент сказал, что «почти все валенсийцы являются каталонцами по происхождению, и с небольшой разницей они разделяют одни и те же обычаи и один и тот же язык».
Тем не менее, отчуждение валенсийского народа, уже отделённого от первоначального каталонского (и арагонского) народа, укрепилось в XIV веке, особенно после Войны Союза.
Как уже было сказано, действующая версия Статута автономии провозглашает валенсийцев исторической национальностью. Как бы то ни было, с 4 874 811 жителями они составляют 35,6 % от общей численности населения каталаноязычных территорий.

## Демография
Валенсийское население традиционно концентрировалось в районах с плодородными долинами и низинами у крупных рек (Хукар или Шукер (Xúquer), Турия, Сегура и Виналопо), а также в портовых городах, важных для сельскохозяйственной торговли.
Во времена Римской империи наиболее важными населенными пунктами были Сагунт и Дения, позже возникли Валенсия, Аликанте (Алакант), Хатива, Ориуэла (Ориола), Эльче (Эльч), Гандия и Вильярреаль и в XX веке с развитием промышленности и иммиграцией выросли Альсира и Кастельон-де-ла-Плана (Кастельо-де-ла-Плана).
Плотность населения, которая выше в центральных и южных землях и незначительна в северных и внутренних районах, благодаря повторному заселению сельскохозяйственных угодий после реконкисты. На демографию также повлияла промышленная революция, которая дала импульс развитию таких городов, как Алькой, Эльда, Онтеньенте, Петрер, Вильена и Валь-де-Ушо.
В последние годы значительно увеличилась концентрация в административных центрах и их пригородах (например, Торренте, Мислата, Патерна, Бурхасот, Сан-Висенте-дель-Распеч и т. д.), особенно во всех прибрежных городах и поселках. Таким образом, традиционно небольшие поселения, такие как Бенидорм или Торревьеха, претерпели значительный прирост населения (еще более заметный в летнее время) из-за сезонной миграции туристов.

## Генетика
Генетика валенсийцев, в среднем, такова: менее 15 % хромосом сефардского происхождения и 13 % хромосом североафриканского происхождения.
Валенсийцы — это группа, которая больше всего отличается от остальных человеческих групп автономных сообществ Испании после эстремадурцев. Причина этого кроется в большем генетическом наследовании от народов Северной Африки, которое в среднем составляет 13 % у валенсийцев по сравнению с 10,6 % у жителей остальной Испании.

## Культура

### Символика
Из-за истории, большая часть традиционных символов валенсийцев совпадает с символами Арагона, Каталонии и Балеарских островов. Старейшим валенсийским символом является знамя завоевания Валенсии, который датируется 1238 годом, годом завоевания города Валенсия. Это знамя, в свою очередь, происходит от щита Королевства Арагон, который, согласно легенде, датируется IX веком. С самого возникновения Королевство Валенсия разделяло этот символ с другими территориями Арагонской Короны.
Флаг Валенсийского сообщества, вдохновленный знаменем завоевания, на котором помимо традиционной саньеры королевского флага изображена королевская корона на синем фоне, в настоящее время является единственным официальным флагом Валенсии, однако как к северу Сагунто, так и в регионах к югу от Гандии очень часто можно увидеть флаг без синего цвета, свисающий со многих балконов во время фестивалей.

### Религия
Валенсийцы являются в основном католиками (70 %). Этот факт сохраняется со времён завоевания, когда неприятие мусульман (до сих пор называемых «маврами» многими валенсийцами) и христианское вероисповедание были важной частью валенсийцем. Эта ось идентичности вызвала серьёзные потрясения между маврами, мусульманами, оставшимися после завоевания, и новыми христианскими поселенцами, что привело в XVII веке к изгнанию морисков и евреев.
Покровителем валенсийцев является святой Висенте Феррер и покровительница, Богоматерь Надежда Отчаявшихся.

### Традиции
Многие валенсийцы бережно относятся к обычаям и фольклору, который включает в себя традиционные песни, такие как альбады, танцы, использование музыкальных инструментов долсайны и табалета, парады гигантов и большеголовых, мавров и христиан и огненные фестивали. Празднества в целом, как и в других регионах, являются ключевым элементом валенсийской культуры. Среди фестивалей выделяются «Мавры и христиане», особенно в Алькое (Moros y Cristianos de Alcoy) и Вильяхойосе, Мистерия Эльче, и в столицах провинций ярмарка и праздник Ла-Магдалена в Кастельон-де-ла-Плана, Фальяс Валенсии и Костры святого Иоанна в Аликанте. Также заслуживают внимания такие паломничества, как Ромерия-де-лес-Каньес в Кастельоне перед праздничной неделей и Плат Вероники в Аликанте. Кроме того, другие более общие фестивали в регионе Валенсия имеют свои особенности, такие как праздник Святого Антония, покровителя животных, в январе, Страстная неделя с процессиями, особенно в Ориуэле, Кревильенте, Аликанте и приморских районах Валенсии, и день Тела Христова, который отмечается в городе Валенсия парадом момов. Наконец, среди светских выделяется шествие королевского флага 9 октября каждого года.

### Языки

Ареал распространения валенсийского языка.

С XIII века валенсийцы говорят на валенсийском языке. Они стали одним из двигателей литературного производства этого языка, особенно с XV века (Золотой век Валенсии). Золотой век Валенсии также является Золотым веком всей каталонской литературы, и именно в этот период были созданы самые важные произведения каталонского языка.
С тех пор валенсийский является и остается для многих жителей Валенсии самым важным символом Валенсии, и жители Валенсии с большой гордостью отмечают его как в повседневной жизни, так на праздниках.
Валенсийский придумал и подарил другим носителям каталонского языка широкий спектр выражений и слов, употребление которых обычно связано с принадлежностью к валенсийцам, например, междометие xe (похожее на еврейское «xeic» и являющееся одним из прозвищ футбольного клуба Валенсия), отбрасывание интервокального d в таких словах, как «mascletaes», интенсивное использование уменьшительно-ласкательных, особенно с фамильярным и ласкательным значением, таких как «xicotet», «xicoriutiu» и «antiu», богатый сельскохозяйственная и кулинарная лексика, такая как espencat, mullaor, dacsa, «gambes de muntanya» и т. д.
Как бы то ни было, в наши дни жители Валенсии говорят на валенсийском все меньше и меньше, хотя в некоторых районах его продолжают активно использовать. Последний опрос 2005 г. показывает, что почти 37 % респондентов утверждают, что используют преимущественно его, тогда как в 1995 г. этот процент составлял 50 %.
Если принять официальную точку зрения большинства, что валенсийцы — это те, кто зарегистрирован или был зарегистрирован в Валенсийском сообществе, то главными языками валенсийцев являются каталанский (в его валенсийском варианте) и испанский. Официальными языками, используемыми валенсийскими учреждениями, являются валенсийский и испанский. Они также являются языками, на которых граждане Валенсии имеют право обращаться к органам государственной власти.
На валенсийском языке традиционно говорят в густонаселенных прибрежных районах, а не во внутренних районах, где испанский является традиционным языком, а также в тех районах, которые были включены в состав провинций Аликанте и Валенсия при их создании в 1833 году и которые не входили в состав исторического Королевства Валенсия. Следовательно, Закон 1984 г. «Об использовании и обучении валенсийскому языку» определяет некоторые муниципалитеты как «преимущественно испаноязычные» и допускает для них несколько факультативных исключений в отношении официального использования валенсийского языка, хотя право на использование и получение образования на валенсийском языке гарантируется Статутом автономии (статья 6.2) во всей Валенсии.
Тем не менее, в стране есть значительные общины, которые имеют гражданство, но обычно говорят, среди прочего, на английском, немецком и французском языках.

### Кухня
Паэлья — блюдо из риса, которое придумали в Валенсии, недалеко от озера Альбуфера, лагуны на востоке Испании. Валенсийцы считают паэлью своим главным национальным блюдом.
Другими известными валенсийскими блюдами являются напиток орчата и буньоли — сладкая выпечка, которую готовят на Фальяс, а также кока, патиссеты, запечённый рис, алипебре, аррос амб костра, рыбный суп, пебререта, перикана, эскаливада, бутифарра, мистела, мона де Паскуа, фартоны, айоли и пикада.

## Эмиграция

### Валенсийцы в Испании
По всей стране созданы общины валенсийцев. Одна из самых ранних находится в комарке Карче в Мурсии, и берет свое начало в иммиграции валенсийцев из соседней комарки Виналопо-Митжа в конце XIX века. Сегодня в Карче зарегистрировано 697 жителей, говорящих на валенсийском языке.
Но, без сомнения, в пределах испанского государства территорией, которая сконцентрировала большинство валенсийцев за пределами Валенсии с момента статистических записей, была Каталония, где в настоящее время проживает 61 959 человек (согласно предварительным данным переписи 2017 года INE). С конца XIX века Каталония была одним из основных направлений для эмигрантов из Валенсии, так что число валенсийцев по переписи, составлявшее в 1920 г. 91 211 человек, в 1930 г. оно достигло максимума за все столетие — 126 165 человек (из них более 88 тысяч проживало только в Барселоне). В 1970 году население всё ещё оставалось на уровне 109 636 человек. Однако в настоящее время из-за влияния смертности и возвратных миграций эта цифра сократилась почти вдвое по сравнению с 1930 г., хотя вполне возможно, что её число занижено, как показало исследование.
Следующие важные автономные сообщества с валенсийским присутствием (согласно данным INE за 2015 г.): Мадрид с 44 133 зарегистрированными валенсийцами, Андалусия с 32 746, Мурсия с 25 825 и Кастилия-Ла-Манча с 24 388.

### Валенсийцы за рубежом
Значительная группа валенсийцев уехала жить в Алжир в XIX веке, где они составляли вместе с меноркинами более 50 % так называемых пье-нуаров или европейских поселенцев в Алжире. После Войны за независимость большинство из них вернулись в страну или переехали во Францию.
В 2011 году более 70 тысяч валенсийцев проживали за границей (в частности, 79 254 человека), где есть 52 валенсийских центра. Согласно Реестру испанских резидентов за рубежом (PERE) INE за 2011 год, их распределение было следующим: Америка — 30 221 человек (Аргентина 9 865 человек); Европа 45 999 (Франция 19 932, Германия 7 454, Швейцария 6 682 и Великобритания 4 315); Африка 1099, Азия 1199 и Океания 614. 96 % валенсийцев за границей были разделены между Европой (61 %) и Америкой (35 %). Однако, согласно данным последнего PERE 2017 года, количество валенсийцев, зачисленных в PERE, значительно увеличилось и достигло 127 662 человек. Однако следует учитывать, что многие из этих валенсийцев являются потомками (некоторые из которых были изгнанниками), которые родились за границей, поскольку PERE проводит различие между теми, кто родился на национальной территории, и иностранцами. Таким образом, согласно официальным данным за 2015 год, количество валенсийцев, зарегистрированных в Валенсийском сообществе, составляло 110 052 человека, из которых только 39 658 родились в пределах границ Валенсии, то есть 36 % от общего числа.

## Знаменитые валенсийцы
- Хуан Андрес (1740—1817), иезуит[22]
- Косме де Торрес (1510—1570), миссионер[23]
- Святой Луис Бертран (1526—1581)[24][25]
- Святой Франсиско Борджа (1510—1572)[26][27]
- Святой Висенте Феррер (1350—1419)[28][29]
- Александр VI (1431—1503), Папа Римский[30]
- Каликст III (1378—1458), Папа Римский[31]
- Хуан Канут Бонский (1846—1896), испанский проповедник в Чили[32]
- Хосе Луис Абалос (р. 1959), политик[33]
- Кармен Альборк (1947—2018), политик[34]
- Рита Барбера Нолья (1948—2016), политик[35]
- Жоан Калабуч (р. 1960), политик
- Агусти Серда-и-Аржент (р. 1965), политик[36]
- Мария Сорноса Мартинес (р. 1949), политик
- Франсиско Камс (р. 1962), политик
- Хоакин Пуиг (р. 1959), политик
- Хосе Бенлиуре-и-Хиль (1858—1937), художник[37]
- Мариано Бенлиуре (1862—1947), скульптор[38]
- Сантьяго Калатрава (р. 1951), архитектор[39]
- Виктория Франсес (р. 1982), иллюстратор
- Висенте Масип (1506—1579), художник[40]
- Игнасио Пинасо Камарленк (1849—1916), художник[41]
- Хоакин Соролья-и-Бастида (1863—1923), художник[42]
- Алонсо Санчес Коэльо (1532—1588), художник[43]
- Жакомарт (1411—1461), художник[44]
- Хосе де Рибера (1591—1652), художник[45]
- Эстер Андухар (р. 1976), певица[46]
- Нино Браво (1944—1973), певец[47]
- Раймон (р. 1940), певец[48]
- Хосе Эррандо (1720/1721-1763), скрипач и композитор[49]
- Хосе Итурби (1895—1980), пианист[50]
- Ампаро Итурби (1898—1969), пианист[50][51]
- Хоакин Родриго (1901—1999), композитор[52]
- Конча Пикер (1908—1990), певица[53]
- Камило Сесто (1946—2019), певец[54]
- Франсиско Таррега (1852—1909), гитарист[55]
- Висенте Мартин-и-Солер (1754—1806), композитор[56]
- панк-рок группы Obrint Pas,[57][58] La Gossa Sorda[59]
- Роберто Баутиста Агут (р. 1988), теннисист[60]
- Пако Кабанес Пастор (1954—2021), пилотари[61]
- Альберто Арналь (1913—1966), пилотари[62]
- Рауль Браво (р. 1981), футболист[63]
- Анхель Касеро (р. 1972), велогонщик[64]
- Мигель де лас Куэвас (р. 1986), футболист[65]
- Давид Феррер (р. 1982), теннисист[66]
- Хуан Карлос Ферреро (р. 1980), теннисист[67][68]
- Серхио Гадеа (р. 1984), мотогонщик[69]
- Висенте Иборра (р. 1988), футболист[70]
- Хорхе Мартинес, Aspar (р. 1962), мотогонщик[71]
- Анабель Медина Гарригес (р. 1982), теннисист[72]
- Хуанма Ортис (р. 1982), футболист[73]
- Хосе Франсиско Молина (р. 1970), футболист[74]
- Хосе Мария Сарасоль (р. 1970), пилотари[75]
- Артуро Тисон (1984—2021), мотогонщик[76]
- Хуан Франсиско Торрес, Хуанфран (р. 1985), футболист[77]
- Висенте Родригес (р. 1981), футболист[78]
- Антонио Реч (р. 1932), пилотари[79]
- Франсиско Руфете (р. 1976), футболист[80]
- Нико Тероль (р. 1988), мотогонщик
- Хосе Кларамунт (р. 1946), футболист[81]
- Рикардо Пенелья Ариас (р. 1957), футболист
- Висенте Бласко Ибаньес (1867—1928), писатель[82]
- Гильен де Кастро-и-Бельвис (1569—1631), писатель[83]
- Исабель-Клара Симо (1943—2020), писательница
- Тони Кукарелья (р. 1959), писатель
- Жуан Фустер (1922—1992), писатель[84]
- Гаспар Хиль Поло (1530—1591), писатель[85]
- Мигель Эрнандес (1910—1942), поэт[86]
- Аусиас Марк (1397—1459), писатель[87]
- Хуан Хосе Марти (1570—1640), писатель[88]
- Хосе Мартинес Руис, Асорин (1873—1967), писатель[89]
- Жуанот Мартурель (1413—1468), писатель[90]
- Габриэль Миро (1879—1930), писатель[91]
- Висент Парталь (р. 1960), журналист[92]
- Жуан Роис де Корелья (1435—1497), писатель[93]
- Жорди де Сан-Жорди (1390—1424), писатель[94]
- Максимилиано Тоус Ортс (1875—1947), писатель, журналист, кинематографист[95]
- Изабелла де Вильена (1430—1490), писательница[96]
- Кристобаль де Вируэс (1550—1614), писатель[97]
- Жауме Роч (1400—1478), писатель[98]
- Висент Андрес-и-Эстельес (1924—1993), писатель[99]
- Хосеп Бернат-и-Бальдови (1809—1864), писатель, поэт[100]
- Висент Кероль (1837—1889), поэт[101]
- Ферран Торрент (р. 1951), писатель, публицист
- Начо Дуато (р. 1957), танцовщик, хореограф
- Антонио Феррандис (1921—2000), актёр[102]
- Антонио Гадес (1936—2004), актёр, хореограф[103]
- Луис Гарсия Берланга (1921—2010), кинорежиссёр[104]
- Хуан Луис Вивес (1492—1540), гуманист[105]
- Аль-Шатиби (ум. 1388), исламский учёный[106]
- Хайме Каруана (р. 1952), экономист
- Антонио Хосе Каванильес (1745—1804), ботаник[107]
- Ибн Джубайр (1145—1217), географ[108]
- Мануэль Санчис-и-Гуарнер (1911—1981), филолог[109]
- Альваро Паскуаль-Леоне (р. 1961), невролог
- Энрик Валор-и-Вивес (1911—2000), филолог[110]
- Педро Сольбес (р. 1942), экономист[111]
- Каэтано Риполь (1778—1826), школьный учитель[112]
- Висенте Рохо Льюк (1894—1966), испанский офицер[113]
- Хуан Баутиста Бассет-и-Рамос (1654—1728), испанский военный[114]
- Висенте Перис (1478—1522), генерал мятежников[115]